# یاتسک فافینسکی
یاتسک فافینسکی (لهستانی: Jacek Fafiński؛ زادهٔ ۲۱ اکتبر ۱۹۷۰) کشتی‌گیر اهل لهستان بود.